# Andrea Bowen
Andrea Elizabeth Bowen (født 4. marts 1990 i Columbus, Ohio) er en to gange SAG Award-vindende amerikansk skuespiller. Hun er måske bedst kendt for sin rolle som Julie Mayer i Desperate Housewives, hvor hun spiller Susan Mayers søde, pligtopfyldende datter.
Bowen er den yngste i en søskendeflok på 6, og hendes andre søskende Cameron, Alex, Graham, Jessica og Jillian er også inde i teaterbranchen. Bowen fik sin Broadway-debut i 1996, da hun spillede den yngre udgave af Cosette og Eponine i Les Misérables. Da hun på dette tidspunkt var 6, blev hun den yngste til at spille den rolle. Fra 1996-2001 var hun "fast inventar" på Broadway. Hun medvirkede i den originale 1998-opsætning af The Sound of Music som Marta, og i 2000, hvor rollen Adela blev opfundet til den musikalske version af Jane Eyre. Bowen var også medlem af The Broadway Kids koncert-gruppe. Mange af Bowens søskende har også været involveret i flere musikalske opsætninger, inklusiv nogle på Broadway. 
Siden 2004, har Bowen spillet Julie Mayer i tv-serien Desperate Housewives, hvor hun farvede sit lyse hår mørkt, så det ville passe med hendes tv-mor Teri Hatcher. Hun har også haft gæsteoptrædener i flere serier, såsom Nip/Tuck, One Tree Hill (sammen med hendes ven Sophia Bush), Boston Public og Law & Order: Special Victims Unit. I filmen Red Riding Hood optræder hun som en af "De 3 Ashleys". Den nyeste film, hun har medvirket i, var som Candace i den eksotiske adventurefilm Eye of the Dolphin. Hun har også medvirket i "Lifetime Original"-filmen Girl, Positive, en oplevelse, som hjalp med at sprede budskabet blandt unge, at "HIV er noget, du kan beskytte dig selv imod."

## Filmografi
| År         | Film                               | Rolle                           | Bemærkninger |  |
| ---------- | ---------------------------------- | ------------------------------- | --- |  |
| 1996       | Angelo a New York, Un              | Barn                            | Tv-serie |  |
| 1996       | Law & Order                        | Bess                            | Episode 4 i 8. sæson: "Harvest" |  |
| 1997       | Highball                           | Heks / Fe                       | |  |
| 1997       | Law & Order                        | Barn                            | Episode 1 i 7. sæson: "Causa Mortis" |  |
| 1999       | The Longest Journey                | Ung April                       | Stemme |  |
| 2001       | Law & Order: Special Victims Unit  | Sophie Douglas                  | Episode 15 i 2. sæson: "Countdown" |  |
| 2001       | Third Watch                        | Rachel                          | Episode 5 i 3. sæson: "Adam 55-3" |  |
| 2002       | Arli$$                             | Ginny                           | Episode 3 i 7. sæson: "In with the New" |  |
| 2002       | That Was Then                      | Zooey Glass                     | Medvirkede i 3 episoder |  |
| 2003       | Boston Public                      | Riley Ellis                     | Medvirkede i 3 episoder |  |
| 2003       | Extreme Skate Adventure            |                                 | Stemme |  |
| 2003       | The Cat in the Hat                 | Sally                           | Stemme |  |
| 2003       | One Tree Hill                      | Stella                          | Episode 9 i 1. sæson: "With Arms Outstretched" |  |
| 2003       | Strong Medicine                    | Sara Buck                       | Episode 17 i 4. sæson: "Seize the Day" |  |
| 2004       | Red Riding Hood                    | Ashley nr. 2                    | |  |
| 2004       | Party Wagon                        | Billie Bartley/Manifest Destiny | Stemme |  |
| 2005       | Luckey Quarter                     | Patsy                           | |  |
| 2005       | Final Fantasy VII: Advent Children | Pige                            | Lægger stemme til den engelske version |  |
| 2005       | Without a Trace                    | Becky Grolnick                  | Episode 8 i 4. sæson: "A Day in the Life" |  |
| 2006       | Bambi 2                            | Feline                          | Stemme |  |
| 2006       | Eye of the Dolphin                 | Candace                         | |  |
| 2006       | King of the Hill                   | Teenage pige                    | Episode 13 i 10. sæson: "The Texas Panhandler" Stemme |  |
| 2007       | Crisis Core: Final Fantasy VII     | Aerith Gainsborough             | Stemme til den engelske version |  |
| 2007       | King of the Hill                   | Teenage pige                    | Episode 4 i 11. sæson: "Luanne Gets Lucky" Stemme |  |
| 2007       | Girl, Positive                     | Rachel Sandler                  | Tv-film Vandt en 'Prism Award' hos Prism Awards for "Performance in a TV Movie or Miniseries" |  |
| 2004- 2008 | Desperate Housewives               | Julie Mayers                    | Har medvirket i 84 episoder 2005: Young Artist Awards-nominering for "Best Performance in a TV Series (Comedy or Drama) – Leading Young Actress" 2005: Vandt "Outstanding Performance by an Ensemble in a Comedy Series" hos SAG Awards 2006: Vandt "Outstanding Performance by an Ensemble in a Comedy Series" hos SAG Awards 2007: SAG Awards-nominering for "Outstanding Performance by an Ensemble in a Comedy Series" 2008: SAG Awards-nominering for "Outstanding Performance by an Ensemble in a Comedy Series" |  |

## Diskografi
- The Night of the Hunter, concept album
- The Sound of Music original Broadway revival cast recording, 1998
- Jane Eyre original Broadway cast recording, 2001
- Sugarbeats
- Broadway Kids

### Interviews
- Interview with TheStarScoop.com, October 2006 Arkiveret 29. marts 2008 hos  Wayback Machine
- Andrea Bowen Interview Arkiveret 21. august 2008 hos  Wayback Machine on Sidewalks Entertainment
- Andrea Bowen on Yahoo! TV